# Kazuki Nakadžima
Kazuki Nakadžima (japonsko 中嶋一貴), Japonski dirkač Formule 1, * 11. januar 1985, Okazaki, Japonska.
Kazuki Nakadžima je japonski dirkač Formule 1 in sin nekdanjega dirkača Formule 1, Satora Nakadžime. V večjem delu sezone 2007 je dirkal v seriji GP2, kjer je opozoril nase s šestimi uvrstitvami na stopničke in skupno petem mestu v prvenstvu. To mu je prineslo nastop na zadnji dirki sezone 2007 za Veliko nagrado Brazilije, kjer pa je njegov soliden nastop in deseto mesto zasenčila nezgoda pri postanku v boksih, kjer je pripeljal prehitro na mesto za dolivanje goriva in poškodoval enega mehanika. V letih 2018, 2019 in 2020 je zmagal na dirki za 24 ur Le Mansa.

## Dirkaški rezultati

### Pregled rezultatov
| Sezona | Serija               | Moštvo           | Dirke | Pole | Zmage | Toč | Prv |
| ------ | -------------------- | ---------------- | ----- | ---- | ----- | --- | --- |
| 2003   | Formula Toyota       | ?                | ?     | ?    | ?     | ?   | 1.  |
| 2004   | Japonska Formula 3   | TOM'S            | 20    | 2    | 2     | 138 | 5.  |
| 2004   | Velika nagrada Macaa | ?                | 1     | 0    | 0     | ?   | 13. |
| 2004   | Bahrain F3 Superprix | TOM'S            | 1     | 0    | 0     | ?   | 7.  |
| 2005   | Japonska Formula 3   | TOM'S            | 20    | 3    | 2     | 209 | 2.  |
| 2005   | Velika nagrada Macaa | TOM'S            | 1     | 0    | 0     | ?   | 5.  |
| 2006   | Evropska Formula 3   | Manor Motorsport | 20    | 0    | 1     | 36  | 7.  |
| 2006   | Velika nagrada Macaa | Manor Motorsport | 1     | 0    | 0     | ?   | NC  |
| 2006   | Masters Formule 3    | Manor Motorsport | 1     | 0    | 0     | ?   | 26. |
| 2007   | Formula 1            | Williams         | 1     | 0    | 0     | 0   | 22. |
| 2007   | Serija GP2           | DAMS             | 21    | 1    | 0     | 44  | 5.  |
| 2008   | Formula 1            | Williams         | 18    | 0    | 0     | 9   | 15. |
| 2009   | Formula 1            | Williams         | 17    | 0    | 0     | 0   | 20. |

### GP2
| Leto | Moštvo | 1          | 2         | 3          | 4         | 5          | 6          | 7         | 8         | 9         | 10        | 11        | 12        | 13          | 14        | 15          | 16          | 17         | 18          | 19        | 20        | 21        | Prv | Toč |
| ---- | ------ | ---------- | --------- | ---------- | --------- | ---------- | ---------- | --------- | --------- | --------- | --------- | --------- | --------- | ----------- | --------- | ----------- | ----------- | ---------- | ----------- | --------- | --------- | --------- | --- | --- |
| 2007 | DAMS   | BHR FEA 17 | BHR SPR 6 | ESP FEA 15 | ESP SPR 7 | MON FEA 10 | FRA FEA 17 | FRA SPR 6 | GBR FEA 3 | GBR SPR 3 | EUR FEA 3 | EUR SPR 3 | HUN FEA 2 | HUN SPR Ret | TUR FEA 6 | TUR SPR Ret | ITA FEA DSQ | ITA SPR 18 | BEL FEA Ret | BEL SPR 9 | VAL FEA 3 | VAL SPR 7 | 6.  | 42  |

### Formula 1
(legenda) (odebeljene dirke pomenijo najboljši štartni položaj, poševne pa najhitrejši krog, †-uvrščen kljub odstopu)
| Leto | Moštvo        | Šasija        | Motor                | 1       | 2      | 3       | 4       | 5      | 6      | 7      | 8     | 9      | 10    | 11    | 12     | 13     | 14    | 15     | 16      | 17     | 18 | Prv | Toč |
| ---- | ------------- | ------------- | -------------------- | ------- | ------ | ------- | ------- | ------ | ------ | ------ | ----- | ------ | ----- | ----- | ------ | ------ | ----- | ------ | ------- | ------ | -- | --- | --- |
| 2007 | AT&T Williams | Williams FW29 | Toyota RVX-07 2.4 V8 | AVS TD  | MAL TD | BAH     | ŠPA     | MON    | KAN TD | ZDA TD | FRA   | VB     | EU    | MAD   | TUR    | ITA    | BEL   | JAP    | KIT TD  | BRA 10 |    | 22. | 0   |
| 2009 | AT&T Williams | Williams FW31 | Toyota RVX-09 2.4 V8 | AVS Ret | MAL 12 | KIT Ret | BAH Ret | ŠPA 13 | MON 15 | TUR 12 | VB 11 | NEM 12 | MAD 9 | EU 18 | BEL 13 | ITA 10 | SIN 9 | JAP 15 | BRA Ret | ABU 13 |    | 20. | 0   |